# En kväll i juni
En kväll i juni, även känd som "Han tog av sig sin kavaj" efter texten, är en sång med text och musik av Lasse Berghagen. Den har blivit en av Lasse Berghagens mest kända låtar.
Berghagen skrev visan en midsommarkväll i Svärdsjö i slutet av 1960-talet, han sjöng in den på skiva första gången 1970 men hans version utkom på skiva först 1975. Visgruppen Tre Profiler sjöng in låten och släppte den på singel 1971 och hamnade på Svensktoppens tionde plats på den 12 september 1971. Sångtexten handlar om hur en liten flickas dans får hennes morfar att minnas gångna tider. Han berättar för flickan om hur han dansade med hennes mormor i ungdomen.

## Andra inspelningar
Flera artister och grupper har sjungit in och spelat in låten. Nedan visas ett urval, utgivningsår i parentes:
- Lasse Berghagen (1975)[1]
- Hasse Andersson (1984)[4]
- Markoolio (2001)[5]
- Sten & Stanley (2009)[6]
- Arja Saijonmaa (2014)[7]